# Kabinett Ioannis Grivas
Das Kabinett Ioannis Grivas wurde am 12. Oktober 1989 in Griechenland durch Ioannis Grivas gebildet und löste das Kabinett Tzannis Tzannetakis ab. Das Kabinett bestand bis zum 23. November 1989 und wurde dann durch das Kabinett Xenophon Zolotas abgelöst.
Bei der Parlamentswahl vom 18. Juni 1989 erlitt die von Papandreou geführte Panellinio Sosialistiko Kinima PASOK eine empfindliche Niederlage von 6,7 Prozentpunkten und kam nur noch auf 39,1 Prozent der Wählerstimmen sowie 125 Mandate. Die Nea Dimokratia (ND) unter Führung von Konstantinos Mitsotakis verpasste trotz eines Zugewinns um 3,5 Prozentpunkte auf 44,3 Prozent jedoch die absolute Mehrheit und verfügte nur über 145 Sitze. Da Mitsotakis wegen einer zuvor durch die PASOK verabschiedeten Wahlrechtsreform keine Ein-Parteien-Regierung formen konnte und keine Koalitionsregierung bilden wollte, bildete der zur ND gehörende frühere Minister für öffentliche Arbeiten Tzannis Tzannetakis eine Koalitionsregierung mit dem Linksbündnis Synaspismos unter dem Vorsitzenden Charilaos Florakis, dem damals auch noch die Kommunistische Partei Griechenlands (KKE) angehörte. Nachdem Synaspismos seine Unterstützung aufgekündigt hatte, trat Tzannetakis am 11. Oktober 1989 als Premierminister zurück.
Daraufhin bildete Grivas als Präsident des Obersten Gerichtshofes (Areopag) am 12. Oktober 1989 eine Übergangsregierung bis zur Parlamentswahl vom 5. November 1989 und der darauf folgenden Bildung einer Regierung durch den ehemaligen Direktor der Bank von Griechenland, Xenophon Zolotas, am 23. November 1989. Das Kabinett Grivas bestand weitgehend aus parteilosen Fachleuten. Lediglich die Minister Giorgos Kontogeorgis, Ioannis Deligiannis, Antonis Foussas und Giorgos Kontogeorgis kamen von der ND, während die PASOK mit Vasileios Skouris und Ioannis Koukiadis zwei Minister stellte. Auf Vorschlag der Synaspismos wurde Georgios Mylonas sowie der parteilose Konstantinos Despotopoulos ernannt.

## Minister
| Ministeramt                                     | Amtszeit         | Minister                   | Lebensdaten   |
| ----------------------------------------------- | ---------------- | -------------------------- | ------------- |
| Ministerpräsident (Präsident des Ministerrates) | 12. Oktober 1989 | Ioannis Grivas             | * 1923 † 2016 |
| Auswärtiges                                     | 12. Oktober 1989 | Georgios Papoulias         | * 1927 † 2009 |
| Nationale Verteidigung                          | 12. Oktober 1989 | Theodoros Ntegiannis       | * 1927        |
| Inneres                                         | 12. Oktober 1989 | Vasilis Skouris            | * 1948        |
| Finanzen                                        | 12. Oktober 1989 | Georgios Agapitos          | * 1942        |
| Justiz                                          | 12. Oktober 1989 | Konstantinos Stamatis      | * 1948        |
| Wirtschaft                                      | 12. Oktober 1989 | Georgios Kontogeorgis      | * 1912 † 2009 |
| Minister beim Präsidenten der Regierung         | 12. Oktober 1989 | Nikolaos Themelis          | * 1922 † 2008 |
| Umwelt, Raumplanung und öffentliche Arbeiten    | 12. Oktober 1989 | Konstantinos Liaskas       | * 1942        |
| Nationale Bildung und religiöse Angelegenheiten | 12. Oktober 1989 | Konstantinos Despotopoulos | * 1913        |
| Transport und Kommunikation                     | 12. Oktober 1989 | Georgios Noutsopoulos      | * 1932 † 2008 |
| Arbeit                                          | 12. Oktober 1989 | Ioannis Koukiadis          | * 1940        |
| Gesundheit, Wohlfahrt und soziale Sicherheit    | 12. Oktober 1989 | Georgios Merikas           | * 1911 † 1996 |
| Landwirtschaft                                  | 12. Oktober 1989 | Ioannis Liapis             | * 1922 † 1993 |
| Öffentliche Ordnung                             | 12. Oktober 1989 | Dimitrios Manikas          | * 1932        |
| Kultur                                          | 12. Oktober 1989 | Georgios Mylonas           | * 1919 † 1998 |
| Tourismus                                       | 12. Oktober 1989 | Georgios Kontogeorgis      | * 1912 † 2009 |
| Industrie, Energie und Technologie              | 12. Oktober 1989 | Pavlos Sakellaridis        | * 1920        |
| Handelsmarine                                   | 12. Oktober 1989 | Nikolaos Pappas            | * 1930 † 2013 |
| Handel                                          | 12. Oktober 1989 | Theodoros Gkamaletsos      | * 1945        |
| Makedonien und Thrakien                         | 12. Oktober 1989 | Ioannis Deligiannis        | * 1920 † 1998 |
| Ägäis                                           | 12. Oktober 1989 | Antonios Fousas            | * 1939        |